# Pupak od levanta
Pupak od levanta je majhen otoček v Jadranskem morju. Pripada Hrvaški. Nahaja se v otočju Palagruža, približno 20 metrov severovzhodno od Kamika od tramuntane, blizu Male Palagruže, na severovzhodnem robu otočja Palagruža.
Površina otoka je 150 m2, otok pa se dviga komaj 1 m nad morsko gladino.